# Regarde-moi
Pour les articles homonymes, voir Regarde-moi (homonymie).
Albums de Lorie
2lor en moi ?
(2007) Danse
(2012)
Singles
1. Dita
Sortie : 26 août 2011

Regarde-moi est le sixième album studio de la chanteuse française Lorie, sorti le 21 novembre 2011 chez Columbia Records. 
Le premier extrait est le titre Dita. Avec 2lor en moi ? sorti en 2007, il s'agit du second album de Lorie depuis son changement de production et de maison de disque.
Cet album, aux sons très électro, est selon Lorie, le plus personnel et le plus intime de sa carrière.

## Genèse
Après la tournée Le Tour 2Lor de 2008, Lorie décide de mettre sa carrière de chanteuse de côté pour mettre en avant celle de comédienne. Les années 2009 et 2010 lui auront permis de se faire un nom dans le domaine de la comédie avec notamment les téléfilms De feu et de glace et Un mari de trop. Grâce au succès de ces fictions, Lorie fera une apparition dans Les Feux de l'amour.
Début 2009, durant la promotion de son premier téléfilm, Lorie parle pour la première fois d'un nouvel album, mais qui ne devrait pas sortir avant fin 2009-début 2010.
Fin 2009, Lorie reprend progressivement le chemin des studios afin d'enregistrer quelques maquettes pour un prochain album. Certains annoncent même une sortie dès septembre 2010.
L'album sera dans « la continuité du précédent. Électro pop, peut être plus rock ».
C'est en 2010 qu'elle annonce officiellement son retour dans le domaine de la chanson. Elle annonce d'ailleurs rentrer en studio le lendemain de la diffusion du second téléfilm. Début 2011, elle prévoit une sortie de l'album pour fin 2011-début 2012. 
Les mois passent, les enregistrements aussi, et c'est sur le site officiel de Lorie, en juillet que l'on apprend la date de sortie de cet album, soit le 21 novembre 2011.
Le 26 août, elle dévoile le 1er extrait Dita, un titre faisant référence à la célèbre Dita von Teese. Le titre a été écrit par Delphine Dobrinine et Thierry Surgeon, et composé par Asdorve. Dita est envoyé aux radios et disponible en téléchargement légal le jour même. Sur le site Amazon.fr, il devient très rapidement no 1 des téléchargements MP3 et occupe la 40e position sur Itunes.
Le clip est tourné dans les semaines suivantes et dévoilé début octobre.
Peu de temps après, Lorie dévoile la liste des 11 titres de cet album. Elle annonce également qu'elle est l'auteur de 4 de ces nouvelles chansons.
La pochette représente Lorie, le regard soutenu, avec le titre de l'album inscrit en peinture dorée sur son torse.

## Composition
L'album contient 11 titres, majoritairement dans un style électro-pop.
Lorie a écrit les morceaux L'Intégrale, Têtu, J'en fais de trop et coécrit le titre Une Histoire sans faim.
Les titres de l'album ont été produits par Frédéric Château et écrits par Delphine Dobrinine, Xavier Requena, Thierry Surgeon, Gilles Lakoste, Michèle Lacoste, Sylvie Lorain-Berger et Lorie elle-même.
Les thèmes sont variés et parlent entre autres de l'amour, l'anorexie (Une histoire sans faim), l'homosexualité (Nous ne sommes pas des anges), la discrimination et les préjugés (Faut-il que je développe ?), mais aussi de thèmes plus osés comme la sexualité (Volupté).
Cet album est très personnel pour Lorie et par celui-ci, elle souhaite qu'on la redécouvre.
Après 10 ans de carrière, certains estiment la connaitre ou pensent qu'elle n'a pas changé depuis ses débuts. Mais comme l'explique Lorie, pour cet album « on oublie le passé, on oublie les préjugés, on oublie tout ce qui a pu se dire et qui n'est pas forcément vrai. Et Regarde-moi aujourd'hui telle que je suis ».

## Promotion
Pour lancer la promotion de cet album, Lorie enchaîne les interviews pour la presse ainsi que les plateaux TV. Elle est ainsi présente notamment chez Philippe Risoli dans L'École des fans en janvier 2012, Le Plus Grand Cabaret du monde, Chabada ou encore Les Grands du rire. Elle n'a malgré tout interprété son nouveau titre qu'à 3 reprises.
Lorie s'est aussi produite à la discothèque Queen sur les Champs-Élysées pour chanter les titres Une histoire sans faim et Juste à tes côtés en concert privé acoustique, ainsi que les titres Dita et Regarde-moi plus tard dans la nuit. Ces deux derniers titres ont aussi été interprétés sur la scène du Mix Club à Paris.
Des séances de dédicaces sont également mises en place dans les magasins Fnac afin d'aller à la rencontre de ses fans et de promouvoir ce nouvel opus.
Dans certains cas, un set acoustique est organisé.

### Singles
- Dita est le premier single issu de cet album. Il est sorti le 26 août 2011, soit 3 mois avant la parution de l'album. Le titre fait référence à Dita von Teese. Pour la promotion, sur la pochette et dans le clip vidéo, Lorie apparaît dans un style retro et souhaite mettre en avant une image plus mature. Le single n'est pas entré dans le top 100 français et a fait une brève apparition dans le top belge[8].
- Une Histoire sans faim devait être le second extrait de l'album[9] mais aucun single n'a été commercialisé. Il semble que les faibles ventes de l'album en soient en partie la cause.

### Tournée
Lors de la sortie de l'album, Lorie a mentionné à plusieurs reprises réfléchir à une tournée qui aurait lieu fin 2012-début 2013. Le 2 juillet 2012, Lorie a confirmé via Twitter qu'il y aurait bien une tournée. Celle-ci, supposée traverser la France, à partir d'avril 2013, a été annulée à cause de ventes désastreuses et d'un échec commercial.

## Liste des pistes
Il existe deux versions de l'album dont une avec un DVD comportant un making of sur la création de l'album ainsi que le clip Dita.
| 1.    | L'Intégrale                  | Lorie, Asdorve                               | 3:38 |
| 2.    | Dita                         | Delphine Dobrinine, Thierry Surgeon, Asdorve | 3:47 |
| 3.    | Regarde-Moi                  | Delphine Dobrinine, Asdorve                  | 3:41 |
| 4.    | Juste A Tes Côtés            | Asdorve                                      | 3:56 |
| 5.    | Faut-Il Que Je Développe ?   | Delphine Dobrinine, Xavier Requena, Asdorve  | 3:21 |
| 6.    | Nous Ne Sommes Pas Des Anges | Thierry Surgeon, Asdorve                     | 4:51 |
| 7.    | Si Je Tombe                  | Xavier Requena, Asdorve                      | 3:19 |
| 8.    | Une Histoire Sans Faim       | Delphine Dobrinine, Lorie, Asdorve           | 3:48 |
| 9.    | Têtu                         | Lorie, Asdorve                               | 3:25 |
| 10.   | Volupté                      | Michèle Lacoste, Gilles Lakoste              | 3:33 |
| 11.   | J'En Fais De Trop            | Lorie, Asdorve, Sylvie Lorain-Berger         | 2:07 |
| 39:26 |                              |                                              |      |

### Édition limitée avec DVD
Cet album est une édition limitée comprenant un DVD bonus. Celui-ci contient un making-of de 26 minutes sur la réalisation et la production de l'album ainsi que le clip Dita.

## Classements et ventes
Sur le site Amazon, Lorie arrive à la 5e place des ventes d'albums français en téléchargement MP3 et à la 22e place du classement global des ventes d'albums en téléchargement MP3 peu après sa sortie. L'album entre en première semaine 54e du top albums français, vendant 2 439 exemplaires. En deuxième semaine, l'album chute à la 117e place du top cumulé et à la 83e place du top physique avec 1 249 exemplaires vendus. La troisième semaine, l'album se retrouve 155e avec 900 exemplaires vendus physiquement. Quatrième semaine, l'album sort du classement des 200 meilleures ventes de disques combinant supports physiques et numériques et se retrouve à la 127e place du top physique avec 1 191 exemplaires vendus. Cinquième semaine, l'album se place 162e du top physique avec 1 100 albums vendus. Pour la sixième semaine, l'album chute en 170e du top physique avec 800 albums vendus. Septième semaine, l'album s'écoule à 650 exemplaires et se place 183e du classement physique. En décembre 2012, on compte environ 25 000 exemplaires écoulés (physique et numérique) en Belgique et en France. En France, l'album n'a trouvé que 10 000 preneurs.
En Belgique, l'album se classe à la 33e position à sa sortie.
| Récapitulatif des classements hebdomadaires en France |                                 |              |
|                                                       | Top cumulé (physique + digital) | Top physique |
| S1                                                    | 54                              | 40           |
| S2                                                    | 117                             | 83           |
| S3                                                    | 155                             | 108          |
| S4                                                    | —                               | 127          |
| S5                                                    | —                               | 162          |
| S6                                                    | —                               | 170          |
| S7                                                    | —                               | 183          |

| Meilleure position par pays |                    |
| Pays                        | Meilleure position |
| France                      | 54                 |
| Belgique (Fr)               | 33                 |